# Луяврит
Луяврит (рос. луяврит, англ. lujaurite, lujavrite; нім. Lujaurit m) – мезо- і меланократова плутонічна лужна гірська порода сімейства фельдшпатоїдних сієнітів. 

## Загальний опис
Складається з нефеліну (20-35%), мікроклін-пертиту (35-50%), альбіту (5-10%), егірину (10-38%), арфведсоніту (0-30%), другорядних мінералів (апатит, евдіаліт, лампрофіліт та ін. титан- і цирконійвмісних мінералів). Колір темно-сірий, темно-зелений до чорного.
Різновиди за темнокольоровим мінералом:
- егіриновий,
- арфведсонітовий,
- евдіалітовий Л. та ін.

Сер. хім. склад (% мас): SiO2 – 53,10; ТіО2 – 1,27; Al2О3 – 15,00; Fe2O3 – 7,73; FeO – 1,96; MgO – 1,26; СаО – 1,90; Na2O – 9,59; K2O – 4,52.
Фізичні властивості близькі до сієніту. Л. утворюють лополітовидні тіла, що беруть участь у будові первинно-розшарованих лужних інтрузивів. Луяврити рідкісні.
Відомі на Кольському п-ові (Ловозерський масив), у Ґренландії (Ілімаусакський масив), в Африці (Пілансберґський масив). З Л. пов’язані родовища евдіаліту і стенструпіну.